# إدوين هينيغ
إدوين هينيغ (بالألمانية: Edwin Hennig)‏ هو أستاذ جامعي ألماني، ولد في 27 أبريل 1882 في برلين في ألمانيا، وتوفي في 12 نوفمبر 1977 في توبينغن في ألمانيا.